# Memòries d'Adrià
Memòries d'Adrià (en francès Mémoires d'Hadrien) és una novel·la de l'escriptora franco-belga Marguerite Yourcenar, que narra en primera persona la vida i mort de l'emperador Adrià.

## Proposta
Escrita entre desembre del 1948 i desembre del 1950, en un principi fou editada per entregues a la revista francesa La Table Ronde. Al número de juliol, el 43, se n'hi publicà la primera part (Animula vagula blandula) a les pàgines 71-84; Varius multiplex multiformis sortí al número 44, corresponent al mes d'agost, i a les pàgines 94-118, i la tercera entrega, Tellus stabilita, fou publicada el mes següent, al número 45 i a les pàgines 36-59; en tots els casos amb la signatura M.A. Atesa la bona acollida que rebé l'edició per entregues, la novel·la completa fou publicada també a França per l'editorial Plon, i es posà a la venda el 5 de desembre del 1951.
Yourcenar va pensar per primera vegada en la idea del llibre entre 1924 i 1929. Després va treballar en diversos esborranys de manera intermitent entre 1934 i 1937. La idea d'escriure el llibre des del punt de vista d'un Adrià moribund se li va ocórrer després de llegir una frase en un esborrany de 1937 que afirmava: "Començo a discernir el perfil de la meva mort".
No va reprendre el treball en el llibre de debò fins al desembre de 1948, ja que vivia entre Hartford, Connecticut i Nova York. Afirma que si bé va basar el seu relat d'Adrià en les dues fonts més principals, Historia Augusta i Historia Romana de Cassi Dió, el seu objectiu era reinterpretar el passat però també esforçar-se per l'autenticitat històrica.